# Professional College of Arts and Tourism

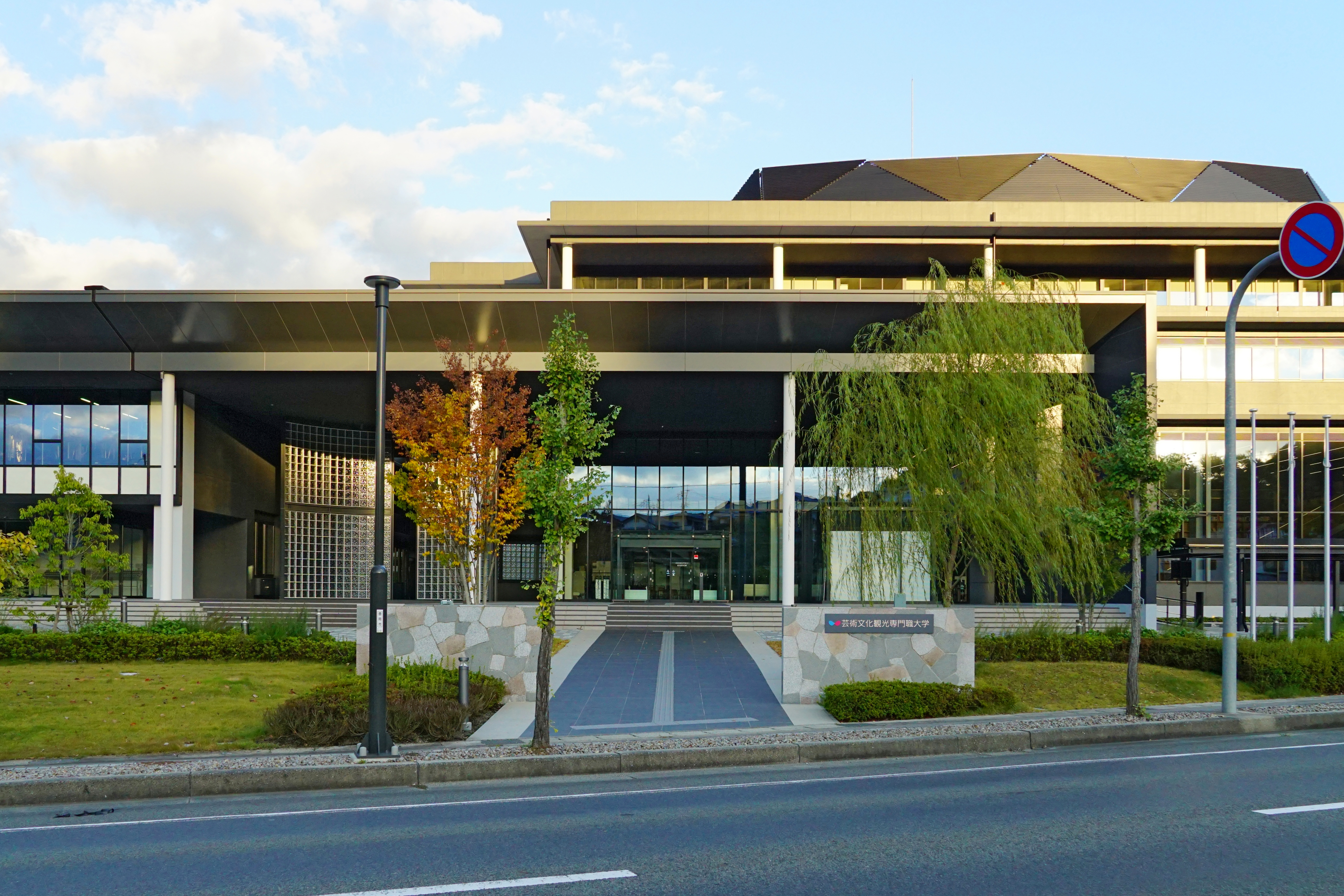
Hauptgebäude (2022)

Die Professional College of Arts and Tourism (engl. für japanisch 芸術文化観光専門職大学 Geijutsu bunka kankō semmonshoku daigaku, wörtlich „Berufliche Universität für Kunst, Kultur und Tourismus“, kurz: CAT) ist eine öffentliche (präfekturale) berufliche Universität in Toyooka in der Präfektur Hyōgo (Japan).
Die Universität wurde 2021 gegründet. Sie ist die erste japanische Universität, die Kunst, Kultur und Tourismum verbindet. Alle die Studenten im 1. Jahr wohnen im Studentenwohnheim (Wohngemeinschaft).

## Fakultäten
- Fakultät für Kunst, Kultur und Tourismus (芸術文化・観光学部, Faculty of Arts and Tourism)